# Branchiomma
Branchiomma är ett släkte av ringmaskar som beskrevs av Rudolf Albert von Kölliker 1858. Enligt Catalogue of Life ingår Branchiomma i familjen Sabellidae, men enligt Dyntaxa är tillhörigheten istället familjen Sabellariidae.

## Dottertaxa tillBranchiomma, i alfabetisk ordning[1][2]
- Branchiomma arcticum
- Branchiomma arenosa
- Branchiomma argus
- Branchiomma bahusiense
- Branchiomma boholense
- Branchiomma bombyx
- Branchiomma capensis
- Branchiomma cingulata
- Branchiomma claparedei
- Branchiomma curtum
- Branchiomma galei
- Branchiomma graveleyi
- Branchiomma inconspicuum
- Branchiomma infarctum
- Branchiomma kumari
- Branchiomma luctuosum
- Branchiomma lucullanum
- Branchiomma moebii
- Branchiomma mushaensis
- Branchiomma natalensis
- Branchiomma nigromaculatum
- Branchiomma orientalis
- Branchiomma picta
- Branchiomma pseudoviolacea
- Branchiomma quadrioculatum
- Branchiomma sanjuanensis
- Branchiomma serratibranchis
- Branchiomma spongiarum
- Branchiomma vesiculosum
- Branchiomma violacea
- Branchiomma wyvillei